# Jerzy Rogal
Jerzy Rogal (ur. 26 lutego 1943, zm. 10 kwietnia 2021) – polski krajoznawca i działacz turystyczny.

## Życiorys
Kształcił się w podstawowej szkole muzycznej oraz poznańskim liceum muzycznym. W latach 1957–1962 studiował na Politechnice Poznańskiej (elektryka). Pracował potem w zawodzie, a także prowadził własną działalność gospodarczą.
Do Oddziału PTTK w Poznaniu zapisał się 5 lipca 1961. Był współzałożycielem Klubu Górskiego „Grań” (1970), gdzie piastował stanowisko wiceprezesa, a w latach 1985–1994 prezesa. Poprowadził wówczas wyprawy w górach polskich i zagranicznych. W 1993 zdobył Elbrus. 6 maja 1998 zainicjował powstanie Klubu Krajoznawstwa i Turystyki Pieszej „Piechur”, który miał rolę popularyzatorską. Od początku istnienia „Piechura” był jego prezesem, a także inicjatorem i organizatorem większości wypraw. Uzyskiwał też uprawnienia kadry programowej PTTK, a to: przodownika turystyki pieszej, strażnika ochrony przyrody oraz przodownika turystyki górskiej. W 1995 został Honorowym Przodownikiem Turystyki Górskiej. Był instruktorem szkolenia kadr PTTK. 
Pracował w Oddziałowej (1972–1976) oraz Wojewódzkiej (1985–1991) Komisji Turystyki Górskiej w Poznaniu. W latach 1973–1976 zasiadał w okręgowej komisji egzaminacyjnej. W 1993 wybrano go do składu Zarządu Oddziału Poznańskiego PTTK im. Bernarda Chrzanowskiego. Od 2009 był wiceprezesem, a od lutego 2012 prezesem zarządu oddziału (funkcję tę pełnił także w kolejnej kadencji, od 6 maja 2017 aż do śmierci). Był organizatorem imprez ogólnopolskich, np. 49 Centralnego Zlotu Krajoznawców „Czak Poznań 2019”. 
Zmarł po długiej i ciężkiej chorobie. Jego pogrzeb odbył się 30 kwietnia 2021 na cmentarzu Miłostowo.

## Odznaczenia
Odznaczono go m.in.:
- Srebrną Honorową Odznaką PTTK (1979),
- Złotą Honorową Odznakę PTTK (1984),
- Odznaką honorową „Za Zasługi w Rozwoju Województwa Poznańskiego” (1987),
- Odznaką Honorową Miasta Poznania (1990),
- Srebrną odznaką „Zasłużony Działacz Turystyki” (1992),
- Odznaką „Zasłużony Działacz Kultury” (1997),
- Odznaką honorową „Za Zasługi dla Turystyki” (2009),
- kilkoma odznaczeniami Klubu Górskiego „Grań” i Oddziału Poznańskiego PTTK,
- Medalem „50 lat w PTTK”[1].